# Marianne Marchand
Marianne Marchand is een Belgisch humanistisch activiste en voormalig bestuurder. Ze is vooral bekend als voormalig voorzitter van het Humanistisch Verbond (1996–2002) en ondervoorzitter van de Unie Vrijzinnige Verenigingen (UVV). In die hoedanigheid speelde zij een prominente rol in het publieke debat over ethiek, laïciteit en zelfbeschikkingsrechten, waaronder de legalisering van euthanasie in België.

## Levensloop
Marchand was professioneel actief binnen een huisartsenpraktijk, met bijzondere aandacht voor de ethische aspecten van de zorgverlening.
Ze was van 1996 tot 2002 voorzitster van het Humanistisch Verbond en ondervoorzitster van de Unie Vrijzinnige Verenigingen (UVV).
Vanuit deze functies was zij een belangrijke stem in het euthanasiedebat dat leidde tot de goedkeuring van de euthanasiewet in 2002.
Marchand nam ook publiekelijk stelling tegen geslachtsselectie om niet-medische redenen, en pleitte voor opvoeding vrij van genderstereotypen.
Ze was medeauteur van informatiebrochures over wilsverklaringen en ethiek aan het levenseinde, in samenwerking met onder meer De Maakbare Mens vzw en de Humanistisch-Vrijzinnige Vereniging.
In 2003 vertegenwoordigde ze het Belgisch humanisme op het internationale congres La Laïcité Indispensable in Rome, georganiseerd door de European Humanist Federation.